# Finnmarksfastigheten
Finnmarksfastigheten, norska Finnmarkseiendommen, nordsamiska Finnmárkkuopmodat, är en norsk myndighet, förkortas Fefo.
Finnmarksfastigheten äger i norska statens ställe land och vatten samt naturresurser i Finnmarks fylke och ska förvalta dessa "på ett balanserat och ekologiskt bärkraftigt sätt till båtnad för invånarna i fylket och särskilt som grundval för samisk kultur, renskötsel, utmarksnyttjande, näringsutövande och samhällsliv".
Finnmarksfastigheten är ett självständigt rättssubjekt som äger omkring 96 procent av Finnmarks fylkes 46.000 kvadratkilometer. Det av Finnmarksfastigheten förvaltade området är större än Schweiz, berör alla fylkets 19 kommuner och omfattar 60.000 sjöar, 50 laxförande vattendrag (dock ej Tana-, Alta- eller Neidenälvarna) samt stora delar av fylkets kust.

## Historik
Finnmarksfastighetens upprinnelse är kampen om utbyggnad av Altaälven kring 1980. En utredningsarbete startade då, vilket så småningom ledde till ett stortingsbeslut om Finnmarkslagen 2005, med bland annat upprättande av Finnmarksfastigheten.  

## Ledning och förvaltning
Finnmarksfastigheten leds av en styrelse på sex personer, varav tre utnämnda av norska Sametinget och tre av fylkestinget. Om en ordförande inte kan utses genom majoritetsbeslut, tillsätts posten udda årtal av fylkestinget och jämna årtal av sametinget. En kontrollkommitté utövar tillsyn över styrelsens verksamhet.
Finnmarkslagen slår fast att samerna kollektivt och individuellt genom långvarig användning av land och vatten har förvärvat markrättigheter i Finnmark. Den särskilda Finnmarkskommissionen skall kartlägga rättigheter som samer och andra på så vis har förvärvat. 
Finnmarksfastigheten har 34 sakkunniga anställda. Dess kansli ligger i Lakselv i Porsangers kommun, med avdelningskontor i Alta och Vadsø samt andra kontor i Kirkenes, Varangerbotn och Karasjok.